# Plaine du Nord
De Plaine du Nord ("Noordelijke Vlakte") is een kustvlakte in het noorden van Haïti. Ze ligt tussen het Massif du Nord en de Atlantische Oceaan, langs het noordelijke deel van de grens met de Dominicaanse Republiek. In dat land gaat de vlakte over in de Valle de Cibao. De Plaine du Nord is ongeveer 150 kilometer lang en 30 kilometer breed, met een oppervlakte van 2000 km². De hoogte is overal lager dan 300 meter. De meeste oorspronkelijke vegetatie is verdwenen. Tegenwoordig is het een vruchtbare vallei waar landbouw bedreven wordt.